# Palazzo Moro Lin (San Polo)
Il palazzo Moro Lin, conosciuto anche come palazzo Morolin Michiel Olivo, è un palazzo veneziano situato nel sestiere di San Polo.

## Storia
L'edificio, assieme all'omonimo Palazzo Moro Lin presente a San Marco, è appartenuto alla famiglia Moro Lin, tra le più antiche famiglie patrizie di Venezia, che era dedita nel commercio con l'Olanda, Spagna e India e che venne ammessa nel Maggior Consiglio nel 1297.
Oggi il palazzo è di proprietà privata.

## Descrizione
Si tratta di un antico edificio gotico suddiviso in tre piani: pé pian (piano terra), soler nobile (secondo piano) ed il soler sottotetto (terzo piano). Al pé pian, nella facciata del palazzo che dà sul Rio de San Polo, sono presenti tre accessi sul canale (porte da mar). La porta principale è ad arco tutto sesto e collocata in posizione centrale mentre le due laterali sono di dimensioni minori e con architravi, svolgendo originariamente una funzione di servizio.
Al soler pian si osserva una promiscuità di elementi architettonici: sul fianco la finestra lombarda con patere policrome e transenne, mentre al centro del prospetto principale si evidenzia la quadrifora rinascimentale avente archi a tutto sesto, affiancata ai lati da monofore archiacute. Il tutto viene completato da due tondi all'estremità del tipico rosone.

Dalla parte della calle Moro Lin e adiacente alla Corte Moro Lin, si osserva una trifora archiacuta all’esterno dell’ampia corte interna.

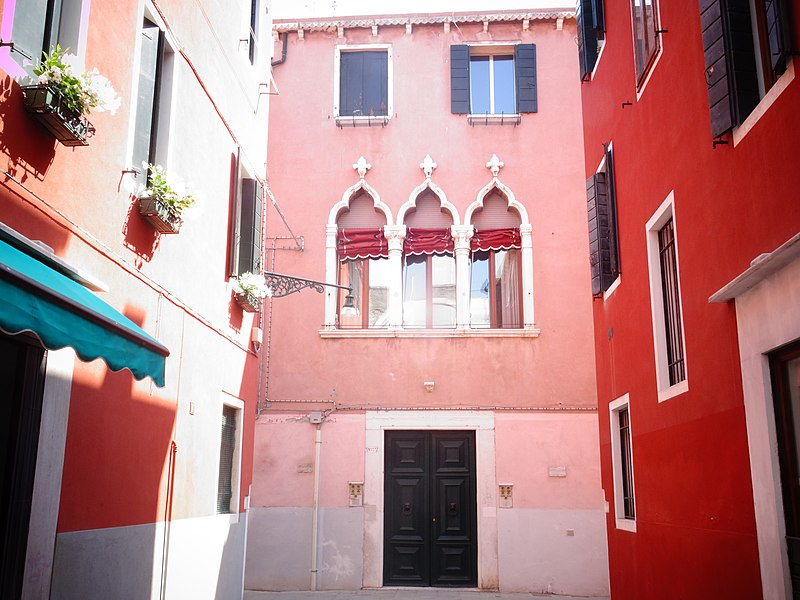
Facciata del palazzo su Calle Moro Lin